# I liga paragwajska w piłce nożnej (1912)
Mistrzem Paragwaju został klub Club Olimpia, natomiast wicemistrzem Paragwaju został klub Club Sol de América.
Mistrzostwa rozegrano systemem każdy z każdym mecz i rewanż. Najlepszy w tabeli klub został mistrzem Paragwaju.
Z ligi nikt nie spadł, natomiast dołączył do niej czasowo pauzujący klub Club Guaraní.

## Primera División
Klub Club Nacional swój ostatni mecz z klubem Club Olimpia oddał walkowerem, dzięki czemu Club Olimpia kosztem klubu Club Sol de América została mistrzem Paragwaju. Kluby Club Guaraní i Mbiguá Asunción uzyskały pozwolenie na jednoroczne wycofanie się z rozgrywek bez utraty rangi klubu pierwszoligowego. Klub Club Presidente Hayes wiele meczów w tym sezonie oddał walkowerem, a następnie został tymczasowo rozwiązany (reaktywowany w 1917 roku).

### Tabela końcowa sezonu 1912
| Poz | Klub                  | Mecze | Zw | Rem | Por | Pkt | BrZd | BrStr |
| --- | --------------------- | ----- | -- | --- | --- | --- | ---- | ----- |
| 1   | Club Olimpia          | 6     | 4  | 1   | 1   | 9   | 1    | 1     |
| 2   | Club Sol de América   | 6     | 1  | 1   | 1   | 8   | 1    | 1     |
| 3   | Club Nacional         | 6     | 1  | 1   | 1   | 5   | 1    | 1     |
| 4   | Club Presidente Hayes | 6     | 1  | 1   | 1   | 2   | 1    | 1     |

## Liga Centenario
Mistrzem Paragwaju rozgrywek w ramach Liga Centenario został klub Club River Plate (w decydującym pojedynku pokonał klub Bahía Blanca 8:0). Do ligi dołączyły kluby Atlántida SC i Club Libertad.